# 女體盛
女體盛，是日本漢字用詞，意为用女性裸体當作餐具，通常是在身體上放生魚片和壽司。也可稱呼裸體料理。也有用男性身体的男体盛。这种行为源於日本，在国际上亦相當知名。

## 概說

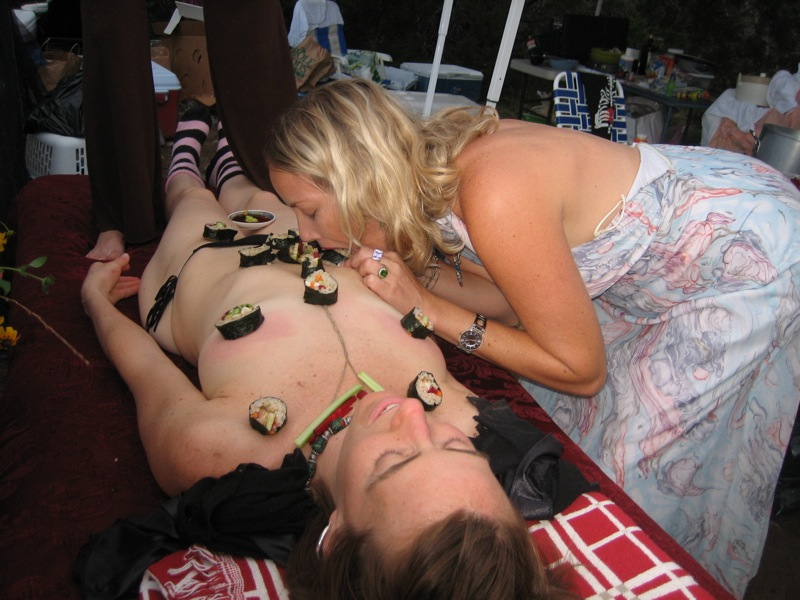
客人正在吃女服務員身上的食物

相传女体盛起源于日本江户时代，源于遊女（娼妓）的一种游戏；江户时代以江户和大阪为中心，文化活動發達，在吉原等妓院区，卖淫制度也高度发达。女体盛有关于遊女的性技巧。
女體盛出現的原因，是為了滿足某些男性顧客的特殊要求，特別把一些受過訓練的女服務員裸體（有時也會穿泳裝）當作器皿，然後在上面放生魚片、壽司或其他食物；有些店家則會塗抹巧克力、鮮奶油在胸部，然後上面再放一些甜點。接著一切準備完成後，穿著浴衣的顧客就會直接用筷子進行食用──以滿足顧客在視覺、味覺上的刺激與滿足。
基本上，女體盛這類「服務」大多會出現於日式溫泉旅館之類的店家，除了北陸地方外，山陰地方、北九州（如下關市）地方亦有從事類似的服務。
另外，因為「器皿」理論上應該不會動，顧客用筷子取食、甚至用舌頭舔取上面的奶油、或拿醬油塗抹部位時，擔任女体盛的女服務員都不應有太多的反應、也不能看顧客，顧客吃完離去之後再去洗澡等善後事宜。事實上顧客亦有正反兩極之評價，如「被體溫加溫的生魚片不太好吃」的批評，但也有人據稱在品嘗食物時聞到女性體香而興奮不已；這類行為也常見於日本的一些文藝或電影作品中。
不過平常在這些旅館店家，應該不會看到這些服務的項目以及價錢資訊，這是因為：如果此類服務一被公開，該店家可能會遭到取締而有終止營業的風險。然而亦有旅馆店家私下以個人的身分對熟客進行相關服務，但不能做性服務，大部分也是基於衛生問題。

## 魔鬼训练
女体盛遭致诟病的一个重要方面就是对服务员的极其繁琐的训练：
- 有的“女体盛”服务员首先必须是处女，以保证内在的纯洁与外在的洁净。“女体盛”服务员会首选性格文静、忍耐力强的女孩。在面试时要将包括内裤、袜子在内的全身衣物脱得一件不剩以进行裸检。
- 在进行職前训练期间，衣服对于服务员而言是多余的事物，每天上班的第一件事就是脱光衣服。培训者会让服务员在床上仰面平躺，然后在服务员赤裸的胸口、双乳、肚脐、双腿等部位各放一枚鸡蛋，要求服务员在静躺过程中要尽量做到不让6枚鸡蛋滑落。一个服务员必须做到4个小时之内不让一枚鸡蛋滑落才能结束此项训练，拥有工作资格。
- 正式工作时，在每次“上菜”之前，服务员必须进行一套为时90分钟、精细至极的净身程序。具体流程是：在温泉旁一个隐蔽的房间里，先将腿部、腋下的体毛仔细地剔净，然后用勺子舀温水淋遍全身，再用无香味的肥皂揉搓一块海绵，再以海绵揉搓身体，将全身覆满肥皂泡；接着，用一个装满麦麸的小麻袋揉搓每一寸肌肤，以除去老化角质层。然后用热水冲泡全身，再用丝瓜纤维揉搓。最后是冰水淋浴，以防止服务员流汗。体香剂和香水是禁止使用的，因为香气会影响寿司的味道。
- “上菜”完毕后，也必须进行同样繁琐的净身程序。为了除去寿司留在皮肤上的污垢和鱼腥味，服务员要用纯柠檬汁和粗盐搓洗肌肤。如果某位服务员一个晚上不止“上菜”一次，在每一场“表演”前，也都必须重复进行整套净身程序。

## 爭議
女體盛往往牽涉到倫理方面及公眾秩序的問題，因而引起社會的爭議。

### 同志社女体盛事件
1997年，日本同志社大学的学園節慶中，有学生模擬女體盛商店，並設有「松（三千日圓）」「竹（二千日圓）」「梅（ㄧ千五百日圓）」三個不同價錢的菜譜：
- 松的模特兒是穿着泳衣的女学生
- 竹的模特兒是穿着運動服的女学生
- 梅的模特兒是赤裸上半身的男学生

食物有梅和馬鈴薯片，放在模特兒的大腿和腹部之上。大學方面，以「偏離社會常識」的原因，在學園節慶的最後一日終止了商店的營業。

### 青年会議所女体盛事件
1998年2月，日本青年會議所在北海道旭川市舉行全国規模的大会。在開幕日當晚的宴會裡，有由16歲的裸體少女提供女体盛。現場為週刊所揭發，並在雜誌上發表。北海道以違反《青少年保護育成條例》而拘捕了4人。

### 雲南昆明“和风村”女体盛事件
2004年4月2日，雲南省昆明市一家怀石料理餐厅“和风村”开始试行提供女體盛，食客需提前3天预定，每人费用1000元，当日女体为两名在校女大学生。此事经媒体报道后引发关注，多数市民持反对态度，但也有部分大学生等市民表示你情我愿下无可厚非。4月5日下午，当地卫生监督部门到场调查，确认其环境、条件均符合卫生要求，餐厅负责人也解释称人体上铺有枫叶且枫叶已消毒，菜肴放置于枫叶上而不接触人体。但因餐厅未能出示提供女体服务者的健康证，卫生监督部门依此及“工作人员未按要求穿戴整齐”为由宣布存在卫生安全隐患，该店不得再进行女体盛制售，并将进一步立案调查此事。对以“健康证”为由叫停女體盛是否适当，各界人士看法不一。
4月下旬，昆明市卫生、工商行政管理部门调查后宣布，和风村餐厅4月2日举办的“女体盛”推介活动，「违背了《中华人民共和国民法通则》和《中华人民共和国妇女权益保障法》的有关基本原则，直接违反了《中华人民共和国广告法》第七条第二款第五项和《中华人民共和国食品卫生法》第八条第一款第五项的规定。并一致认为，该活动不符合社会主义精神文明建设的要求和《公民道德建设实施纲要》的，也不符合中国的国情、中华民族的道德标准和人民群众的传统习俗，有悖社会道德，有伤社会风化，是对女性人格的侮辱和歧视」等原因，处予罰款2000元人民幣。

## 外部連結
- 譯言網：裸体寿司简史（页面存档备份，存于）